# Comunità della Val di Non

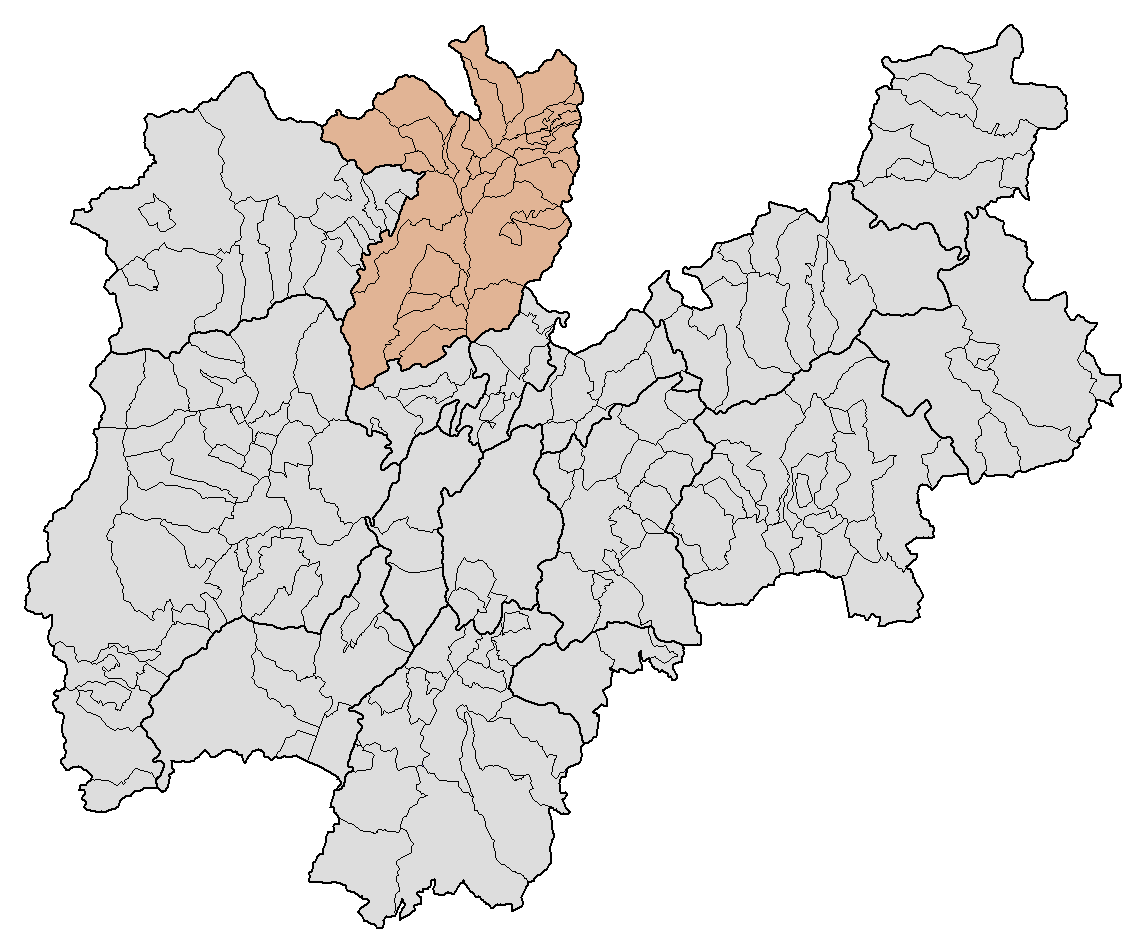
Lage der Comunità della Val di Non in der Autonomen Provinz Trient

Die Comunità della Val di Non (italienisch für Gemeinschaft des Nonstal) ist eine Talgemeinschaft der Autonomen Provinz Trient. Der Gemeindeverband hat seinen Verwaltungssitz in Cles.

## Lage
Die nordwestlich von Trient am Mittellauf des Noce liegende Talgemeinschaft umfasst die italienischsprachigen zur Provinz Trient gehörenden Gemeinden des Val di Non. Sie grenzt im Osten entlang des Mendelkamms der Nonsberggruppe an die Südtiroler Bezirksgemeinschaft Überetsch-Unterland und nördlich am Deutschnonsberg und nordwestlich davon an die Bezirksgemeinschaft Burggrafenamt. Im Nordwesten führt die Grenze am Bergkamm entlang, der das Val di Bresimo von dem zur Talgemeinschaft Valle di Sole gehörenden Val di Rabbi abgrenzt, senkt sich bis zur Mostizzolo-Schlucht am Eingang des Val di Sole und führt dann im Westen an die Giudicarien angrenzend über den Hauptkamm der Brentagruppe bis zur Cima Falkner (2990 m s.l.m.). An der zugleich höchsten Erhebung der Talgemeinschaft führt die Grenze im Südwesten am nördlichen Rand des Valle dello Sporeggio entlang und grenzt hier an die Talgemeinschaft Paganella. Im Süden grenzt sie an der Engstelle der Rocchetta am Eingang zum Val di Non an die Rotaliana-Ebene mit der gleichnamigen Talgemeinschaft Rotaliana-Königsberg. Hier liegt mit 260 m auch der niedrigste Punkt der Talgemeinschaft Val di Non, die eine Gesamtfläche von 597,12 km² hat.

## Gemeinden der Comunità della Val di Non
Zur Talgemeinschaft Val di Non gehören folgende 23 Gemeinden:
| Wappen | Gemeinde        | Bevölkerung | Höhe   | Fläche | Lage |
| ------ | --------------- | ----------- | ------ | ------ | ---- |
|        | Amblar-Don      | 549         | 980 m  | 19,06  | ⊙    |
|        | Borgo d’Anaunia | 2.490       | 982 m  | 63,23  | ⊙    |
|        | Bresimo         | 244         | 1036 m | 41,01  | ⊙    |
|        | Campodenno      | 1.512       | 534 m  | 25,02  | ⊙    |
|        | Cavareno        | 1.121       | 983 m  | 9,48   | ⊙    |
|        | Cis             | 292         | 732 m  | 5,5    | ⊙    |
|        | Cles            | 7.309       | 658 m  | 39,17  | ⊙    |
|        | Contà           | 1.403       | 593 m  | 19,48  | ⊙    |
|        | Dambel          | 406         | 751 m  | 5,15   | ⊙    |
|        | Denno           | 1.249       | 429 m  | 10,64  | ⊙    |
|        | Livo            | 769         | 741 m  | 15,22  | ⊙    |
|        | Novella         | 3.610       | 724 m  | 46,59  | ⊙    |
|        | Predaia         | 6.927       | 515 m  | 80,05  | ⊙    |
|        | Romeno          | 1.496       | 962 m  | 9,13   | ⊙    |
|        | Ronzone         | 485         | 1085 m | 5,3    | ⊙    |
|        | Ruffrè-Mendola  | 416         | 1200 m | 6,58   | ⊙    |
|        | Rumo            | 786         | 944 m  | 30,85  | ⊙    |
|        | Sanzeno         | 920         | 641 m  | 7,88   | ⊙    |
|        | Sarnonico       | 790         | 963 m  | 12,19  | ⊙    |
|        | Sfruz           | 363         | 1012 m | 11,81  | ⊙    |
|        | Sporminore      | 718         | 515 m  | 17,47  | ⊙    |
|        | Ton             | 1.281       | 482 m  | 26,28  | ⊙    |
|        | Ville d’Anaunia | 4.682       | 629 m  | 89,13  | ⊙    |

Bevölkerung (Stand 31. Dezember 2023)
Fläche in km²

## Schutzgebiete
In der Talgemeinschaft Nonstal befinden sich 13 Natura 2000 Schutzgebiete sowie 21 kommunale Biotope. Des Weiteren liegen Teile des Naturparks Adamello-Brenta auf dem Gebiet der Talgemeinschaft.